# Tumba
Tumba este un oraș în Suedia.

## Demografie
| \| Evoluția demografică a zonei urbane Tumba, 1970–2015 \| Evoluția demografică a zonei urbane Tumba, 1970–2015 \| Evoluția demografică a zonei urbane Tumba, 1970–2015 \| Evoluția demografică a zonei urbane Tumba, 1970–2015 \| Evoluția demografică a zonei urbane Tumba, 1970–2015 \| \| --------------------------------------------------------------------------------------- \| ---------------------------------------------------- \| ---------------------------------------------------- \| ---------------------------------------------------- \| ---------------------------------------------------- \| \| An \| \| \| Locuitori \| \| \| 1970 \| 1970 \| \| 27.308 \| 27.308 \| \| 1975 \| 1975 \| \| 28.750 \| 28.750 \| \| 1980 \| 1980 \| \| 29.422 \| 29.422 \| \| 1990 \| 1990 \| \| 30.879 \| 30.879 \| \| 1995 \| 1995 \| \| 32.346 \| 32.346 \| \| 2000 \| 2000 \| \| 34.101 \| 34.101 \| \| 2005 \| 2005 \| \| 35.311 \| 35.311 \| \| 2010 \| 2010 \| \| 37.852 \| 37.852 \| \| 2015 \| 2015 \| \| 40.832 \| 40.832 \| \| Sursa: SCB - Statistika Centralbyrån, Folkmängden per tätort. Vart femte år 1960 - 2016 \| \| \| \| \| |      |  |           |        |
| Evoluția demografică a zonei urbane Tumba, 1970–2015 |      |  |           |        |
| An |      |  | Locuitori |        |
| 1970 | 1970 |  | 27.308    | 27.308 |
| 1975 | 1975 |  | 28.750    | 28.750 |
| 1980 | 1980 |  | 29.422    | 29.422 |
| 1990 | 1990 |  | 30.879    | 30.879 |
| 1995 | 1995 |  | 32.346    | 32.346 |
| 2000 | 2000 |  | 34.101    | 34.101 |
| 2005 | 2005 |  | 35.311    | 35.311 |
| 2010 | 2010 |  | 37.852    | 37.852 |
| 2015 | 2015 |  | 40.832    | 40.832 |
| Sursa: SCB - Statistika Centralbyrån, Folkmängden per tätort. Vart femte år 1960 - 2016 |      |  |           |        |